# فرودگاه لفروی
فرودگاه لفروی (به انگلیسی: Lefroy Airport) یک فرودگاه خصوصی است که یک باند فرود چمن دارد و طول باند آن ۵۱۸ متر است. این فرودگاه در کشور کانادا قرار دارد و در ارتفاع ۲۲۱ متری از سطح دریا واقع شده است.